# Cerkev sv. Frančiška, Ascoli Piceno
Cerkev sv. Frančiška je med spomeniki, ki skupaj s Palazzo dei Capitani, zgodovinsko Caffè Meletti in arkadnimi palačami omejujejo Piazza del Popolo, katerega scenografsko ozadje, je srce mesta Ascoli Piceno.
Antonio Rodilossi jo opisuje kot enega najzanimivejših italijanskih primerov frančiškanske arhitekture, pa tudi kot najbolj reprezentativno frančiškansko cerkev v deželi Marke. Predstavlja središče monumentalnega kompleksa, ki ga sestavljata tudi dva prizidana samostana: Glavni samostan (Chiostro Maggiore) in Mali samostan (Chiostro Minore).

## Zgodovina
Cerkev je nastala v spomin na obisk sv. Frančiška v Ascoli Picenu leta 1215 in je ohranila ime svetnika, čeprav jo je škof Giovanni Acquaviva 24. junija 1371 posvetil sv. Janezu Krstniku.
Čustveni val, ki ga je povzročilo oznanjevanje asiškega reveža, je pretresel življenje in dušo številnih Ascolancev, vključno s tridesetimi mladimi, ki so nosili tako obleko in postali svetnikovi privrženci, s čimer je nastala prva frančiškanska skupnost manjših bratov konventualcev v Ascoliju, na pobočju Colle San Marco, že od benediktinske dobe sedež puščavnic; pozneje je imel red stalnejše prebivališče, tik izven mestnega obzidja, na območju Campo Paignano. Leta 1257 sta papež Aleksander IV. in generalni minister sveti Bonaventura bratom podelila dovoljenje, da se lahko gibljejo v mestu in da lahko odtujijo svoj prejšnji samostan, s čimer so končali burno razpravo z avguštinci, ki so bili naseljeni v bližnjem samostanu in pri škofu Teodinu, ki sta odločno nasprotovala rojstvu frančiškanskega samostana znotraj mestnega obzidja.
Majhna frančiškanska skupnost je z izkupičkom od prodaje kupila del zemljišča na "vico qui scadya nominatur", sedanji Piazza del Popolo, in na tem prostoru začela graditi cerkev ter dodatke za križni hodnik in samostan, ki je gostil tudi papeža Nikolaja IV. in Siksta V.
Polaganje prvega kamna je potekalo leta 1258; to je blagoslovil in poslal papež Aleksander IV., čeprav se je sama gradnja verskega objekta zaradi različnih težav, ki so se pojavile, začela šele leta 1262.
Sledi prvotnega projekta, ki ga tradicija brez vsakršne podlage pripisuje Antoniu Viperi iz Ascolija, so bili ugotovljeni v nekaterih neformalno izvedenih izkopavanjih (in brez ostankov reliefnih sledi) na območju apside od leta 1966 do 1967. Vključevali so le eno ladjo s sedmimi apsidami in dvema osrednjima stebroma, ki sta podpirala slavolok. Ta pristop k oblikovanju je bil opuščen v začetku 14. stoletja, ko se je začela gradnja stavbe, ki je sestavljena iz treh ladij, ločenih z desetimi stebri, ki podpirajo strešni strop. Čeprav je bila stavba še nedokončana, je bila posvečena leta 1371. Čeprav arhitekt teh sprememb ostaja neznan in so vsi zgodovinarji enotni v hipotezi, da je bil več kot umetnik, Pio Cenci izjavlja, da je očetovstvo oblikovanja gotskega sloga pripadalo Fra Bevignateju, ki je pripadal verskemu redu Silvestrini.
Po številnih prekinitvah se je gradnja cerkve nadaljevala leta 1443 pod vodstvom Mattea Robertija da Coma, da bi se nadaljevala pod vodstvom Milančana Antonia di Giovannija leta 1451. Iz tega časa so stranske kapele z ženskimi galerijami nad njimi.  Šesterokotni stolp na levi strani cerkve je okoli leta 1444 zgradil Matteo Roberti, medtem ko je bil stolp s pogledom na Piazza del Popolo dokončan leta 1461.
Leta 1510 je bil v zgornjem delu portala na Piazza del Popolo slovesno odprt spomenik papežu Juliju II., ki ga je naročil Bernardino di Pietro da Carona.
Leta 1521 se je pod vodstvom langobardskega mojstra Giovannija, imenovanega Bozo, začela gradnja obeh stranskih ladij. Med letoma 1527 in 1545 se je začela gradnja križnih obokov glavne ladje; v naslednjih letih sta dokončala rekonstrukcijo strehe z lunetnimi oboki kapelic ob straneh glavnega oltarja mojstra Domenico di Antonio in Battista Libertini.
Zadnji strukturni poseg na cerkvi je bila gradnja kupole, ki je potekala med letoma 1547 in 1549, pod vodstvom Domenica di Antonia, imenovanega Barotto, in Defendente di Antonio imenovanega Lupo. Končno, zgornja krona glavne fasade na Via del Trivio sega v 17. stoletje.
Notranji dekorativni dodatki iz obdobja baroka so bili odstranjeni v posegih, opravljenih med leti 1852 in 1858, ko je bilo na podlagi meril takratne arhitekturne obnove ocenjeno, da je treba rekonstruirati prvotni videz stavbe, ki je nasprotno, morda nanj negativno vplivala pretirana hladna strogost, ki jo je dala ta obnova.

## Zunanjost
Glavno pročelje cerkve sv. Frančiška (dolžina 26,07 m in visoka 23,46 m) se odpira na ulico Via del Trivio, nekaj metrov od križišča dveh glavnih osi rimskega mesta, za katerega je bila predvidena stranska zorna točka. Zaznamuje ga štrleča osnova, ki poteka vzdolž celotnega oboda stavbe, in je v celoti sestavljena iz kvadratnih blokov travertina, urejenih z gladko zidavo. Dviga se preprosto in impozantno ter se zaključuje z vodoravno krono, na spodnjem delu katere so trije gotski portali z nejasnim beneškim značajem.

### Glavni portal
Osrednji portal je najbolj zanimiv po svoji monumentalnosti in po bogastvu okrasja; kronološko bi ga lahko umestili v drugo polovico 14. stoletja, torej ne preveč daleč od datuma posvetitve cerkve. V celotnem arhivoltu loka je globok razmak, ki ga tvori pet stebrov, za katere so v arhivoltu značilni različni dekorativni motivi v primerjavi s tistimi, ki se pojavljajo glede na pripadajoče navpične stebre, ki so razdeljeni na dva sektorja: zgornji, kjer se stebla med seboj razlikujejo: fasetirana, osmerokotna, spiralna, v spodnjem pa so gladka z nekaj obrabljenimi deli, zaradi drgnjenja iz razlogov verjetno pobožne narave. Kapiteli združeni v en pas ponujajo različne cvetlične frize s primerjavo desne in leve strani portala. Na straneh vhoda sta na kapitelih stebrov, ločenih od stene, postavljena dva različna leva, ki nosita stebre, nosilna stebra, okrašena z romboidno zasnovo v reliefu, iz katerih se dvigajo lahke fiale, katerih jašek je okrašen s kockami, pri na vrhu katerega sta kipa sv. Frančiška in sv. Antona.
Arhivolt na vrhuncu nosi izklesano jagnje, kristološki simbol, a tudi simbolno podobo ceha iz Ascolija, ki je dejansko sodeloval pri stroških za gradnjo cerkve. Iz enega od oreščkov fiale je dvokapna krona, ki se zaključi z reliefom, ki prikazuje blagoslovljajočega Kristusa. Freska lunete iz 16. stoletja, ki je bila predelana v 19. stoletju, prikazuje od leve proti desni sv. Janeza Krstnika, Marijo in sv. Frančiška.
Dva stranska portala sta enostavnejša. Imata fiale, arhivolte s polnim središčem in snope stebrov. Imena umetnikov, ki so jih izdelali, niso znana, čeprav so podobnosti v okrasju s tistimi, ki so prisotni v cerkvah v Ascoliju, posvečenih sv. Jakobu ter svetnikoma Vincenzu in Anastaziju.
V zgornjem prostoru fasade je okulus, ki je rezultat restavracije, opravljene leta 1951.
Južna stran cerkve gleda na trg Piazza del Popolo, na katerega štrlita dve od sedmih poligonalnih in rebrastih apsid vzhodnega zaključka templja, nad katerimi prevladujeta kupola in dva zvonika s sploščenim šesterokotnim prerezom.
V prostorih med apsidami je, skladno z ženskimi galerijami notranjih kapel, skupno šestnajst gotskih dvojnih oken, zaprtih z barvnim steklom. Njihovo strukturo sestavljajo štirje občutljivi zasukani stebri, ki se razpletajo do zvonika, bogato okrašenega s prepletanjem, vzorci, figuracijami in oboki.
Za stranice cerkve je značilen podstavek z vencem, ki poteka na tretjini višine.

### Stranski portal na Piazza del Popolo
Drugi portal iz travertina v gotskem slogu z lesenimi vrati, ki jih je oblikoval Cola dell'Amatrice, gleda na trg Piazza del Popolo in je na sredini zunanje stene, med ložo dei Mercanti in tako imenovano edikulo Lazzara Morellija. Prikazan je členjen na okroglem loku z izstopajočim ozadjem, obdan s tremi vrstami zvitih stebrov, ki se med seboj razlikujejo. Kapiteli se zlijejo v en sam pas, ki ga obogatita dve izmenično vrsti štrlečih visečih listov. Ta serija dekorativnih rešitev združuje ta portal s tistimi drugih frančiškanskih cerkva v Markah, od katerih so nekatere, tiste v Montefiore dell'Aso in Visso, datirane v leto 1305 oziroma 1325; zato lahko portalu Ascoli pripišemo tudi datiranje v zgodnja desetletja 14. stoletja. V luneti, ki je komaj berljiva, je prepoznati fresko naslikan grb papeža Pavla V.

### Spomenik papeža Julija II.
Nad gotskim portalom je bil v času po postavitvi med letoma 1506 in 1510 postavljen spomenik papežu Juliju II. Zgradil jo je mojster Bernardino di Pietro da Carona in otvoril 22. februarja 1510.
V osrednji niši je kip papeža, ki sedi na prestolu in blagoslovlja, nad Kristusom, v stranskih nišah pa so štirje svetniki reda sv. Frančiška. Na dnu papeškega kipa je plošča z napisom: »IVLIO II PON MAXIMO OB RESTITVTAM LIBERTATEM ET EXPULSUM TIRANNUM ASCULANA CIVITAS STATUAM HANC EREXIT ANO SA MDX« (Prebivalci Ascolija so postavili ta kip Juliju II, Pontefice Massimo, leta 1510, za vrnitev svobode in za izgon tirana). Ta papež je imel zaslugo, da je osvobodil mesto Ascoli Piceno pred ustrahovanjem Astolfa in Gianfrancesca Guiderocchija, oziroma očeta in sina, ki sta bila po njegovem ukazu zaprta v trdnjavi Forlì in odstranjena iz mesta.

### Loggia dei Mercanti
Desno stran cerkve, ki gleda na Corso Mazzini, približno polovico zaseda Loggia dei Mercanti. Delo, sestavljeno iz petih obokov, postavljenih na visokih podstavkih, je naročil volnarski ceh, z namenom zagotoviti novo trgovsko območje na trgu, ki je bil obnovljen med letoma 1509 in 1513 in ga je zgradil Bernardino di Pietro da Carona. Temelji na obliki, ki jo tradicionalno pripisujejo Bramanteju.

### Takoimenovana  edikula Lazzaro Morelli
Naslonjeno na prvo apsido s pogledom na Piazza del Popolo, stoji svetišče, posvečeno Madonni di Reggio, dodana leta 1639. Tradicionalno jo pripisujejo Lazzaru Morelliju, pravzaprav jo je zgradil njegov stric Silvio Giosafatti.

## Notranjost
Cerkev tipa dvoranska cerkev ima tloris latinskega križa, dolga je 61,03 m in široka 22,53 m, s tremi ladjami, razdeljenimi z desetimi osmerokotnimi stebri, brez kapitelov, ki podpirajo oboke, za katere je značilna vmesna oblika med romansko in gotsko tipologijo, in romanskimi oboki.
Apsidalno območje ima dvignjen prezbiterij, brez transepta in ga tvori sedem dvojnih tribun, ki imajo v nižjem redu globoke kapele in se zaključujejo s tremi apsidami, za katerih stene so značilna zaobljena rebra, ki dajejo celotnemu terminalnemu delu močan potisk navzgor. Območje prezbiterija prekriva poligonalna kupola.
Travertinska prižnica, ki sta jo med letoma 1605 in 1607 zgradila Antonio in Ventura Giosafatti po naročilu Giovannija Ciannaveija, je obrnjena proti četrtemu stebru leve stranske ladje.
Na steni desne ladje je nagrobni spomenik grofice Costanze Cavine Saladini, ki ga je zasnoval Ignazio Cantalamessa (1796-1855), izveden leta 1837, na katerem so kipi in reliefi, ki jih je izdelal Emidio Paci (1809-1875). Prva kapela ima na desni nišo, v kateri je bil ob praznovanju sv. Frančiška Asiškega srebrni relikviarij, visok 60 cm, ki vsebuje kri svetnikovih stigm, ki ga je leta 1596 izdelal Pietro Gaia (1570-1621).
Na koncu leve stranske ladje je spomenik zavetniku Giovanniju Vincenzu Cataldiju (1537-1627), ki ga je zasnoval arhitekt Giovanni Branca (1571-1645), naročil kardinal Scipione Borghese. V osrednjem delu iste ladje je marmorni nagrobni spomenik zakoncev Mazzoni, ki ga je leta 1867 zgradil Nicola Cantalamessa Papotti (1833-1910).
V niši, ki se odpira na dnu tega zidu, je leseno razpelo, visoko 1,70 m, iz konca 15. stoletja. Po izročilu je med požarom, ki je prizadel Palazzo dei Capitani, v božiču leta 1535, po mestnih nemirih, ta skulptura izcejala kri in čudežnega dečka je v škofovem imenu preveril tudi arhitekt Cola dell'Amatrice. Leta 2016 so po obnovi na sosednjo steno protifasade postavili Križanje z blaženim Andreo Contijem, platno Nicole Montija iz leta 1772, ki je bilo ustvarjeno za postavitev pred starodavno kapelo Razpela, l. ki je verjetno morala služiti kot vrata.

### Zakristija
V notranjosti zakristijske sobe so številne slike, od 16. do 18. stoletja, ki so bile prvotno postavljene na stranskih oltarjih cerkve, od katerih so nekatere avtorja Nicola Montija in miza Cola dell'Amatrice. Obstajajo tudi omare iz sedanje cerkve Ascoli San Pietro e Paolo di Campo Paignano, kjer so bili reformirani očetje takratne cerkve Sant'Antonio Abate. Orehove omare so delo lokalnih mizarskih mojstrov, ki so jih izdelali po načrtih Giuseppeja Giosafattija in Biagia Miniere. Prikazani so postavljeni na dva naročila in opremljeni s podružnicami. Na levi omari je pripisana slika 2 x 1 m, ki prikazuje lik sv. Frančiška pred Devico z otrokom.

## Galerija
- Glavna fasada
- Stranski portal
- Timpanon osrednjega portala
- Detajl osrednjega portala
- Travertinski zvočni stebri
- Portal na Piazza del Popolo s spomenikom Juliju II
- Edikula Lazzara Morellija
- Campanile
- Prižnica
- Nagrobnik grofice Costanze Cavine Saladini
- Telo blaženega Corrada Milianija
- Apsida desne ladje
- Vitraži v osrednji apsidi
- Leseno razpelo